# Vukovarmassakern

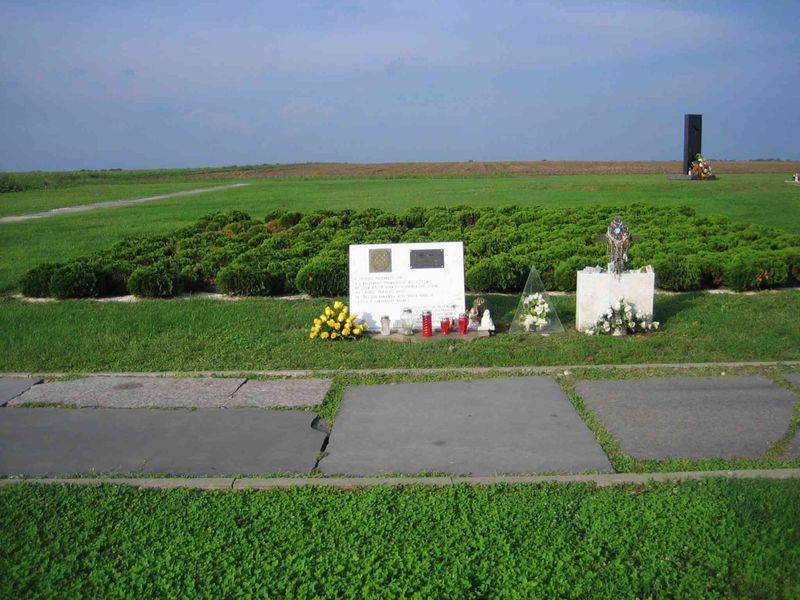
Monumentet i Ovčara

Vukovarmassakern var en händelse som inträffade mellan den 18 och 21 november 1991 i Ovčara utanför staden Vukovar under det Kroatiska självständighetskriget, då omkring 200 skadade kroatiska soldater och civila torterades och mördades av serbiska paramilitära styrkor . 
Efter att staden Vukovar hade fallit efter det långa slaget om Vukovar samlades alla de sårade från de olika sjukhusen i Vukovar (både soldater och civila) och fick löfte om att de skulle bli evakuerade och föras i säkerhet. De serbiska styrkorna körde istället människorna till en bondgård utanför Ovčara där de mördades.
Ett monument restes 1998 till minne av dem som dödades vid Vukovarmassakern, dessutom har minnesplatsen Ovčaras minnescentrum byggts vid byn.
Den 12 mars 2009 dömde en serbisk domstol tretton serbiska soldater för krigsförbrytelser i samband med massakern i Ovčara. Tillsammans dömdes de till 193 års fängelse.